# Schanze Lochmühle
Die Schanze Lochmühle ist eine abgegangene Wallanlage in der Gemarkung Wehrheim, rund zwei Kilometer östlich von Obernhain im Taunus auf etwa 360 m Höhe.

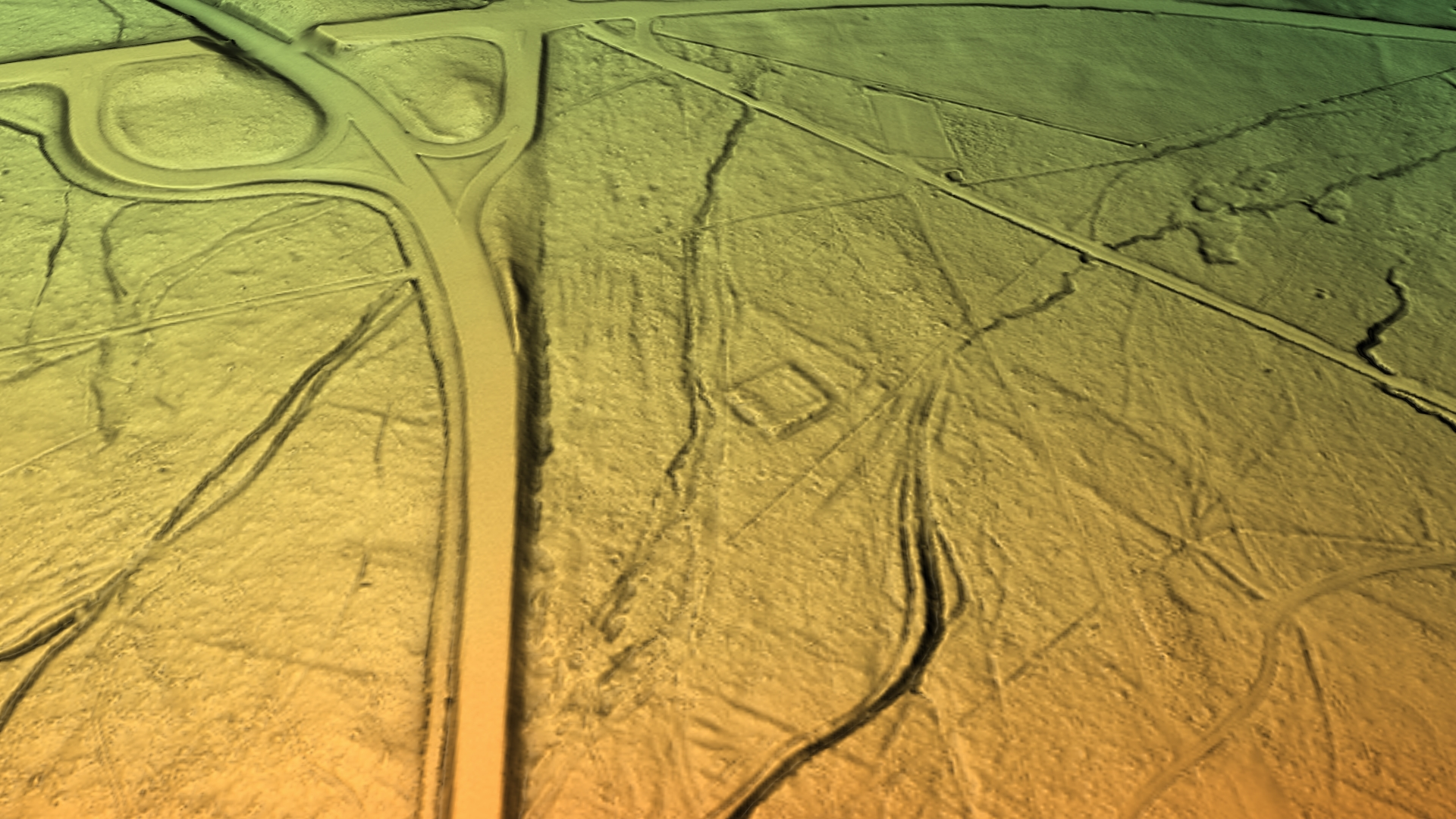
Digitales Reliefbild des Geländes nahe der B 456

Die quadratische Wallgrabenanlage hat eine Seitenlänge von etwa 28 Metern. An der Südecke sind Wall und Graben unterbrochen, was auf einen Eingang hindeuten könnte. Ansonsten sind die Ecken abgerundet.
Wegen fehlender Funde konnte die Anlage bisher nicht datiert werden. So vermutet Cohausen einmal eine Entstehung in der gleichen Zeit wie die Preußenschanze bei Bad Homburg, also während der Koalitionskriege. Andererseits erwähnt er, wie auch Fabricius, die Möglichkeit, dass es sich hierbei um ein römisches Übungslager handeln könnte. Dies wäre insofern ungewöhnlich, als das Lager vor dem Limes mit den Kastellen Saalburg und Lochmühle gelegen hätte.

## Denkmalschutz
Der Bereich der Schanze ist ein Bodendenkmal nach dem Hessischen Denkmalschutzgesetz. Nachforschungen und gezieltes Sammeln von Funden sind genehmigungspflichtig, Zufallsfunde an die Denkmalbehörden zu melden.